# Rosteremit
Rosteremit (Phaethornis ruber) är en fågel i familjen kolibrier.

## Utseende
Rosteremiten är en mycket liten och karismatisk eremitkolibri. Fjäderdräkten är mörkt olivgrön ovan och kanelbrun under och på övergumpen. På huvudet syns en mycket kontrasterande ögonmask. Hanen har ett ofullständigt svart band över bröstet och kortare vingar och stjärt än honan. 

## Utbredning och systematik
Rosteremit delas in i fyra underarter:
- Phaethornis ruber episcopus – förekommer i centrala och östra Venezuela, Guyana och angränsande Brasilien
- Phaethornis ruber ruber – förekommer från Surinam till Franska Guyana, Brasilien, sydöstra Peru och norra Bolivia
- Phaethornis ruber nigricinctus – förekommer från allra östligaste Colombia till sydvästra Venezuela och norra Peru
- Phaethornis ruber longipennis – förekommer i södra Peru

## Levnadssätt
Rosteremiten är en vanlig fågel i skogar och skogsbryn. Där ses den i skogens lägre skikt, ofta intill Heliconia-blommor.

## Status och hot
Arten har ett stort utbredningsområde, men tros minska i antal, dock inte tillräckligt kraftigt för att den ska betraktas som hotad. Internationella naturvårdsunionen IUCN listar arten som livskraftig (LC).